# 千鳥淵

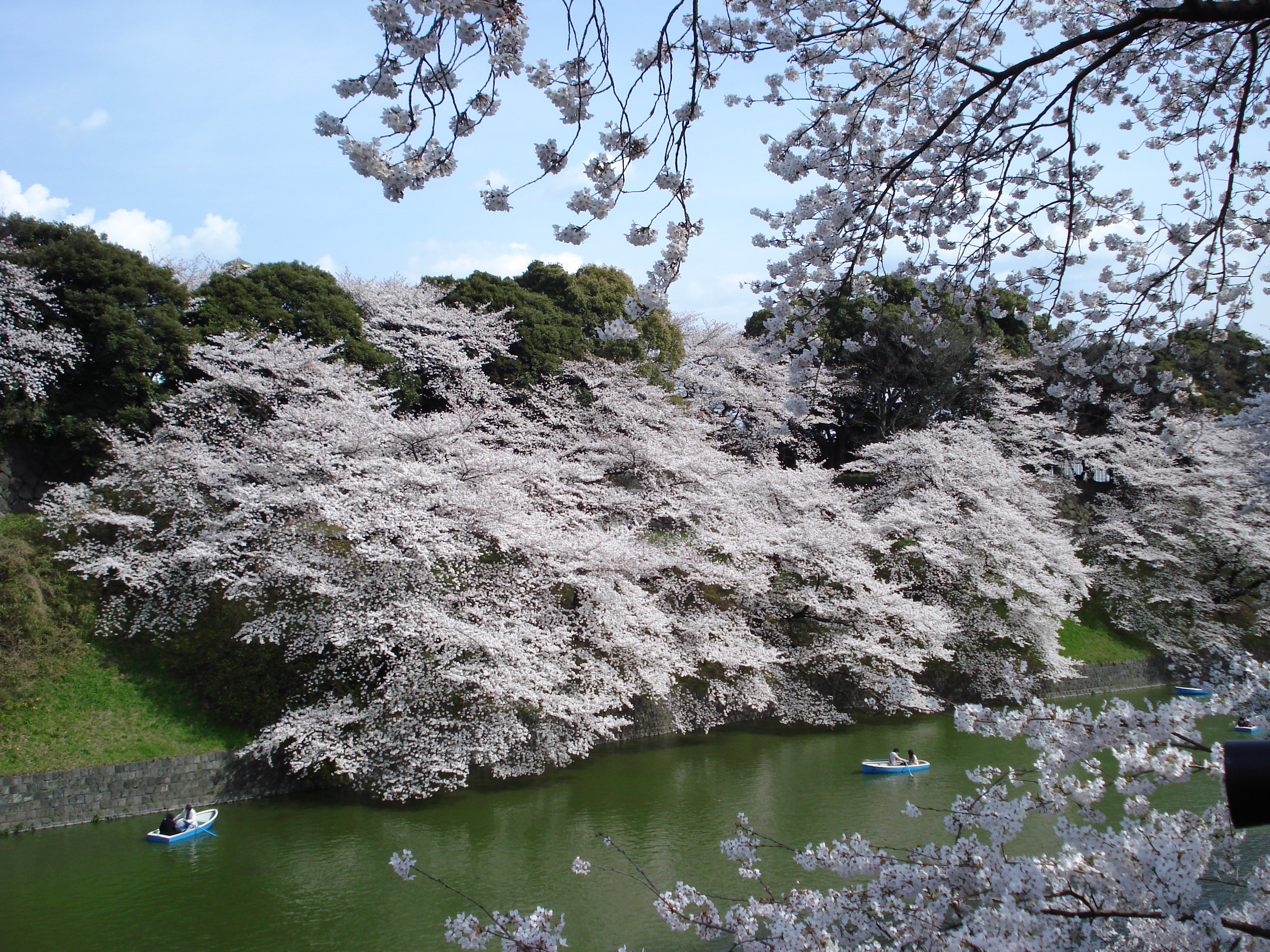
千鳥淵的櫻花

千鳥淵（日语：／ chidori ga fuchi ?）位於日本東京都千代田區，是皇居西北側的護城河。

## 概要
千鳥淵是江戶開府後江戶城擴張之際，在局澤川築上兩座土橋半藏門與田安門而形成的護城河。以代官町通相隔的半藏濠在過去與千鳥淵相通，但1900年（明治33年）因道路建設進行填地後成為獨立的兩條護城河。
千鳥淵附近以賞櫻名所而知名，吸引大批名眾來此賞櫻。開花期間中、千鳥淵沿旁的千鳥淵綠道在花期夜晚會點燈照明。此外，千鳥淵綠道設有搭船處，可在千鳥淵内划船。
千鳥淵綠道旁有日本政府設置的千鳥淵戰歿者墓苑，安置第二次世界大戰中在海外喪生的身分不明日本人遺骨。

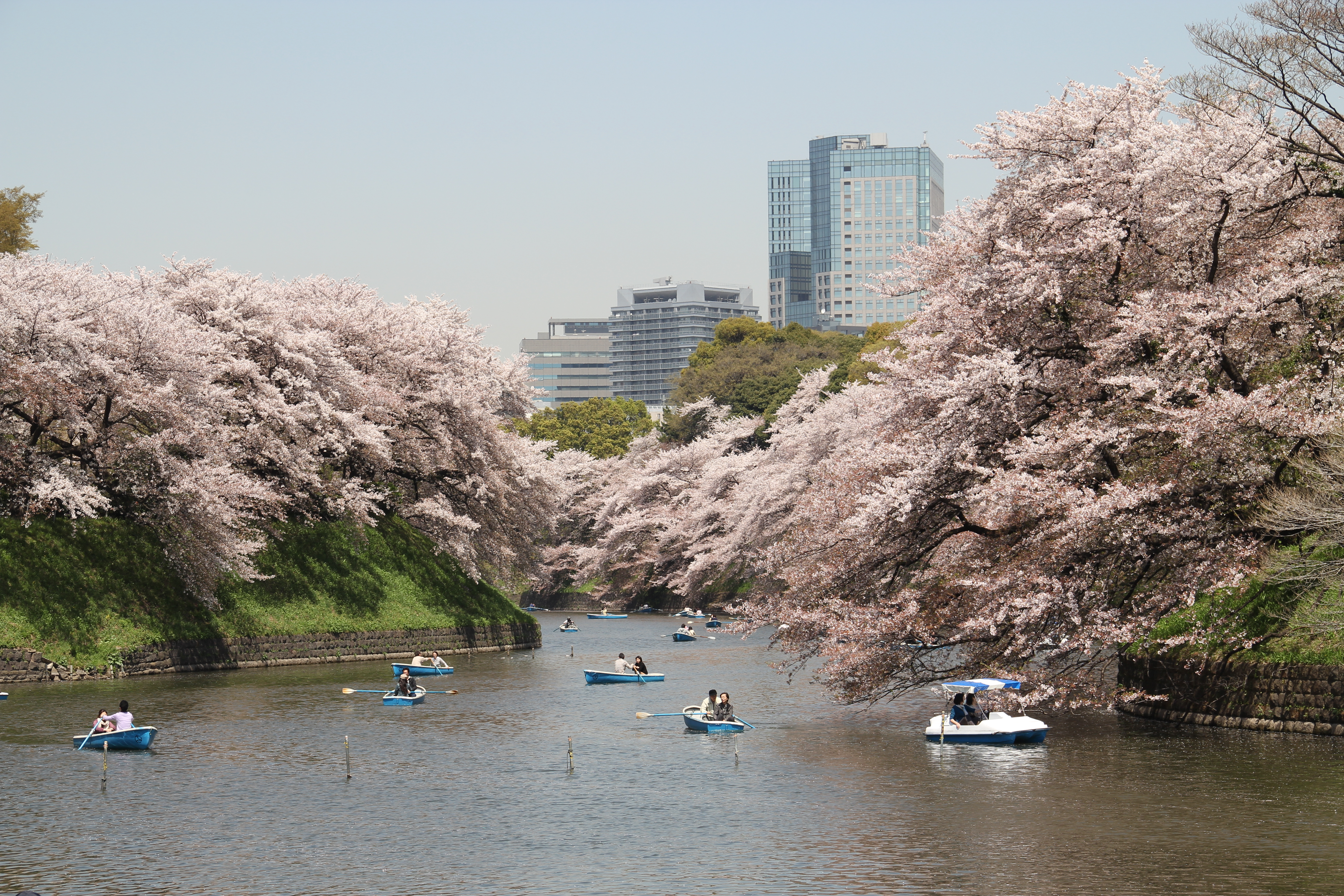
千鳥淵
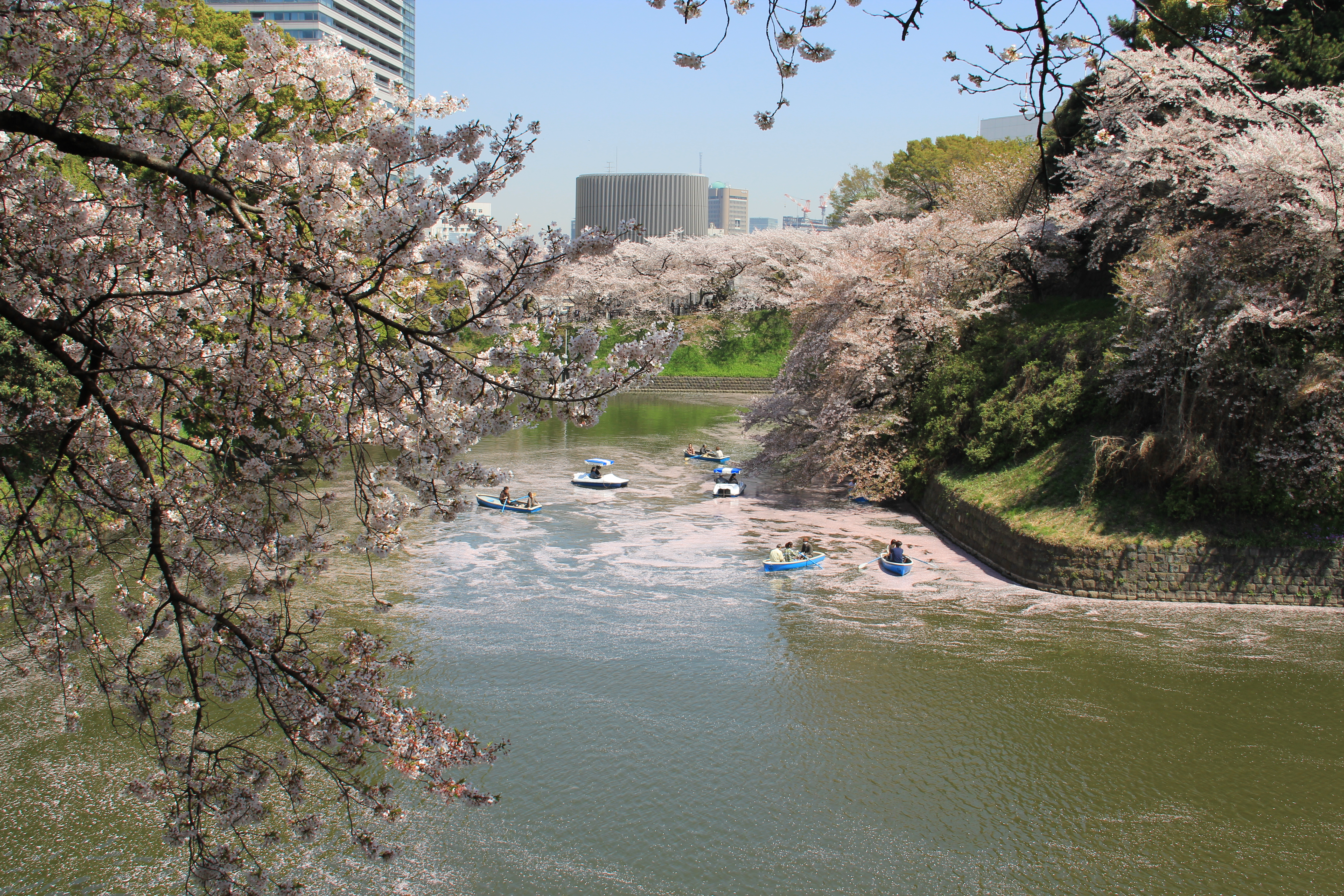
千鳥淵
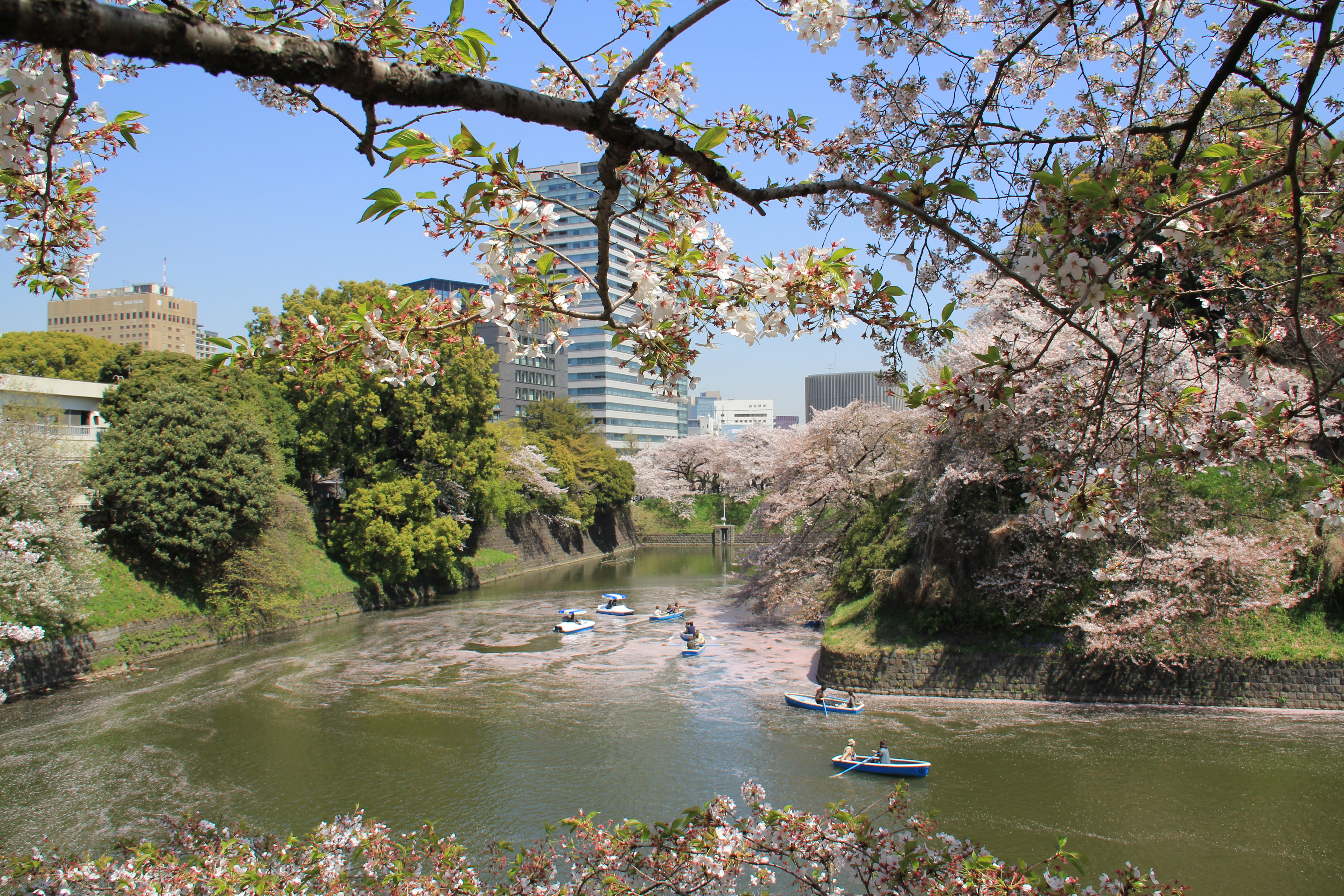
千鳥淵
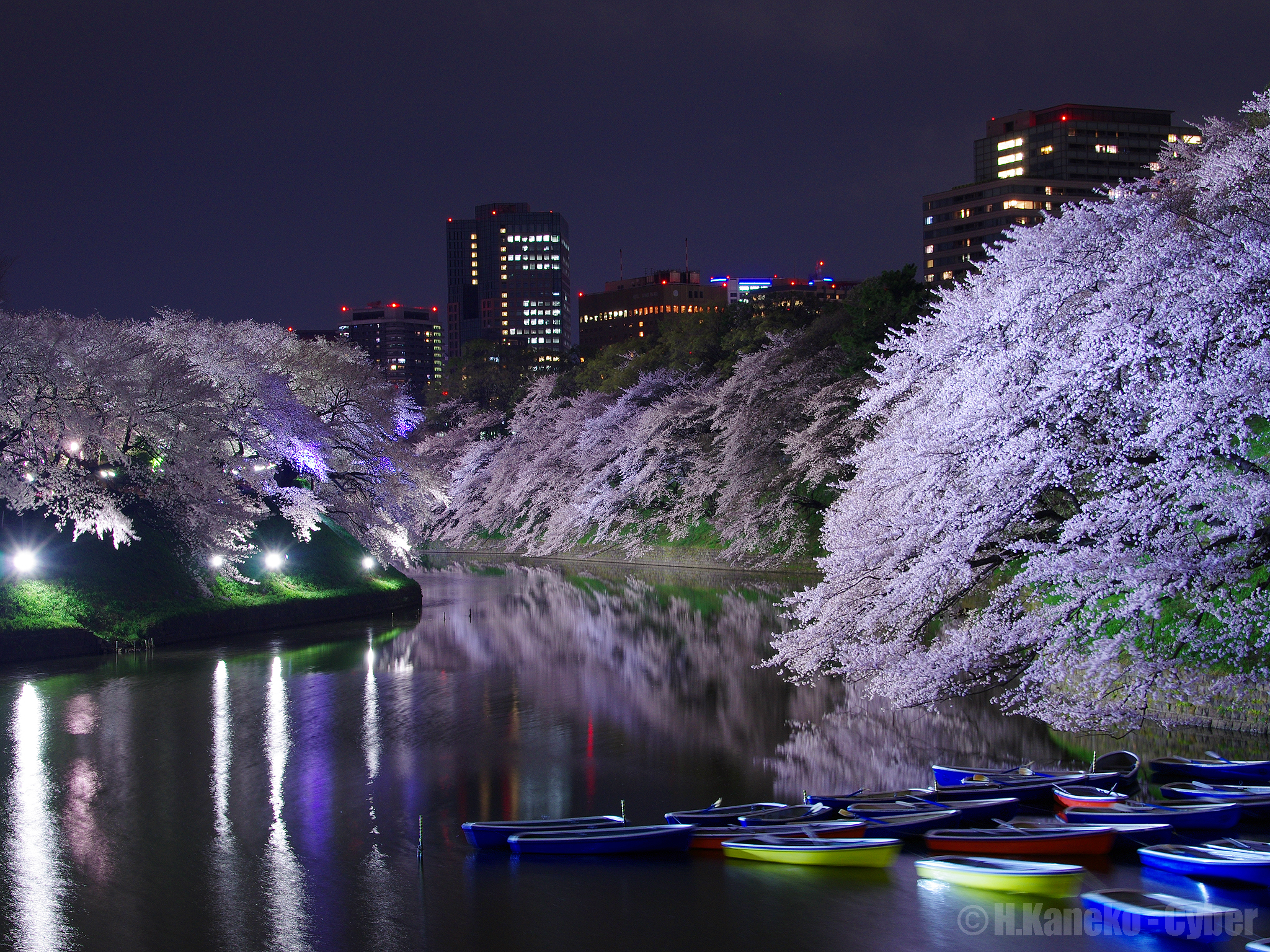
夜景

## 外部連結
- 環境省自然環境局：皇居外苑（千鳥淵）（页面存档备份，存于）